# Boguczar
Boguczar (ros. Богучар) – rosyjskie miasto położone w obwodzie woroneskim. Przez miasto przepływa rzeka o takiej samej nazwie. Według danych na 2002 rok zamieszkuje je 13 756 mieszkańców, w 1989 było ich 8 499. Boguczar prawa miejskie otrzymał w roku 1779.